# Machiavélisme

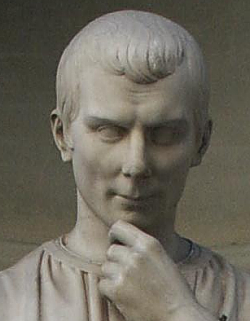
Nicolas Machiavel (1469-1527)

Le machiavélisme désigne dans le langage courant une conception de la politique prônant la conquête et la conservation du pouvoir par tous les moyens.
L'adjectif machiavélique, passé dans le langage courant, fait référence à l'interprétation noire et manipulatrice de l'ouvrage le plus connu de l'humaniste florentin de la Renaissance Nicolas Machiavel, Le Prince (1531) ; il est à distinguer du terme machiavélien formé par contraste pour désigner les concepts issus de la philosophie politique de Machiavel, sans porter de jugement.
Il est possible de définir le principe du machiavélisme par cet extrait de son traité Le Prince : « [le Prince] est souvent obligé, pour maintenir l'État, d'agir contre l'humanité, contre la charité, contre la religion même. Il faut [...] que tant qu'il le peut il ne s'écarte de la voie du bien, mais qu'au besoin il sache entrer dans celle du mal. » (Machiavel, Le Prince, 1532) ; ce qui signifie donc qu'on doit parfois s'opposer aux valeurs et aux droits humains, pour garder le pouvoir et préserver la société et/ou le gouvernement.

## Historique
Ce terme, qui aurait été lancé par Henri Estienne, est attesté dans des publications françaises dès 1611. Il s'applique à l'ensemble des méthodes décrites par Machiavel dans Le Prince pour conquérir ou conserver le pouvoir. Comme le définit Raymond Aron, « le machiavélisme est l'effort pour percer à jour les hypocrisies de la comédie sociale, pour dégager les sentiments qui font véritablement mouvoir les hommes, pour saisir les conflits authentiques qui constituent la texture du devenir historique, pour donner une vision dépouillée de toute illusion de ce qu'est réellement la société ».
Les attaques contre Machiavel sont d'abord venues de religieux soucieux de préserver les apparences de moralité de la vie publique, surtout après le Concile de Trente, quand son ouvrage intitulé Le Prince a été mis à l'index. Ce traité expose l'art de la conquête et de la conservation du pouvoir, en se fondant sur la compréhension et la manipulation des sentiments humains et populaires. En ce sens, il tranche avec les traités politiques traditionnels, dont le but était d'éclairer le chef d'État sur l'usage juste et vertueux du pouvoir. De l'œuvre pourraient être retenues ces citations : « Car la force est juste quand elle est nécessaire », « Si tu peux tuer ton ennemi, fais-le, sinon fais t’en un ami », ou encore : « Sur cela s’est élevée la question de savoir s’il vaut mieux être aimé que craint, ou être craint qu’aimé ? On peut répondre que le meilleur serait d’être l’un et l’autre. Mais, comme il est très difficile que les deux choses existent ensemble, je dis que, si l’une doit manquer, il est plus sûr d’être craint que d’être aimé. »
On ne retient souvent de la philosophie politique de Machiavel que cet aspect d’absence de scrupules, cette idée que « la fin justifie les moyens ». Le machiavélisme est associé à un éloge du cynisme et de la manipulation en politique. C'est particulièrement vrai concernant les chapitres XV à XXII du Prince, qui énoncent de manière froide les moyens de conserver le pouvoir (par exemple, l'exécution brutale, cruelle et publique des opposants, pour frapper les esprits et décourager la contestation de l'autorité du Prince). En fait, l'œuvre de Nicolas Machiavel recense toutes les conduites et les mesures à prendre pour bien gouverner une principauté. Les circonstances dans lesquelles l'auteur conçoit son œuvre ne sont pas anodines. Lorsqu’il rédige son récit, Nicolas Machiavel est en exil, c’est un fonctionnaire destitué. Il s'attache alors à mettre par écrit son expérience de la politique afin d'aider le nouveau gouvernement de Florence.
Si Machiavel, aujourd'hui encore, est  souvent présenté comme un homme cynique, dépourvu d’idéal et d’honnêteté, cela tient à l'interprétation de l'œuvre qui s'est répandue après sa mort, en partie sous l'influence du huguenot Innocent Gentillet qui publie à Genève en 1576 un important ouvrage pour réfuter l'œuvre de Machiavel, intitulé Discours sur les moyens de bien gouverner. Souvent appelé Discours contre Machiavel ou Anti Machiavel, cet ouvrage est largement diffusé à travers toute l’Europe. Gentillet accuse Machiavel de « mépris de Dieu, de perfidie, de sodomie, tyrannie, cruauté, pilleries, usures étrangères et autres vices détestables». Comme le note l'historien Jacques Heers, Il s'agit là de clichés sans fondement « qui dénaturent complètement la véritable image de Machiavel, humaniste et observateur de son temps. […] On prit l'habitude de ne voir en Nicolas Machiavel que l'homme du Prince; on l'a constamment identifié à cet opuscule qui ne marque qu'un petit moment de sa carrière et n'était sûrement pas inscrit de gaieté de cœur dans ses projets. »
Cette image sera durablement attachée à la personne du Florentin : « Au XVIIe siècle, le machiavélisme symbolise alors l'athéisme et la théorie du meurtre politique, l'appétit de puissance, l'hypocrisie, l'assassinat délibéré, l'égoïsme, la subtilité, l'art de prévoir, l'habileté politique, la rapacité et l'avarice. » Cette image change avec les circonstances : « le machiavélisme se voit tour à tour confondu avec chacune des idéologies qui vient occuper la scène historique et mobiliser contre elle une partie de l'opinion publique : il est l'anglicanisme, le calvinisme, le tacitisme, le jésuitisme, le gallicanisme, l'averroïsme. » En somme, ainsi que le synthétise Claude Lefort, « le machiavélisme présente toujours ce caractère singulier de fixer l'imagination des hommes et d'incarner le mal. »

Au XVIIIe siècle, l'Encyclopédie de Diderot et d'Alembert définit ainsi le terme : 

« Machiavélisme, s. m. (Hist. de la Philos.) espèce de politique détestable qu’on peut rendre en deux mots, par l’art de tyranniser, dont Machiavel le florentin a répandu les principes dans ses ouvrages.
Machiavéliste, s. m. (Gramm. & Moral.) homme qui suit dans sa conduite les principes de Machiavel, qui consistent à tendre à ses avantages particuliers par quelques voies que ce soit. Il y a des Machiavelistes dans tous les États. »

La plupart des synonymes de machiavélisme que donne le dictionnaire sont négatifs, tels intrigue, artifice, astuce, ruse, rouerie, fourberie, roublardise, manigance, hypocrisie, dissimulation, calcul, perfidie.
Si le terme s'est implanté dans la langue, c'est aussi parce qu'il marque l'instauration d'un rapport neuf à la politique. En effet, le machiavélisme existait en politique bien avant Machiavel, mais sans susciter la réprobation : « Pour peu que le nom de Dieu soit invoqué et que le prince paraisse gouverner sous son regard, les plus grands accommodements pouvaient être trouvés avec la morale chrétienne. Machiavel, apparemment, est coupable d'avoir transgressé cette règle ; il déchaîne le scandale comme tous ceux qui ont l'audace de violer un tabou. » Encore aujourd'hui, le terme connote « une mise en accusation de la politique ».
La première étude fouillée sur Machiavel et le machiavélisme est due à Alexis-François Artaud de Montor, Machiavel : son génie et ses erreurs (1833).

## Une philosophie à plusieurs niveaux

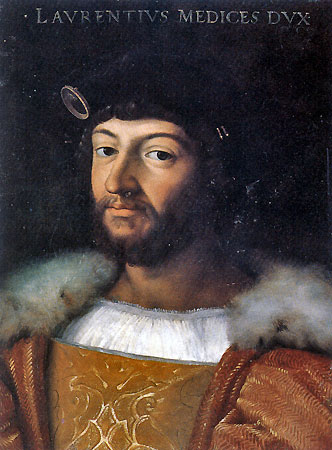
Laurent II de Médicis.

On peut ajouter que Le Prince n'était pas, au départ, destiné à être publié. Machiavel l'avait conçu comme un présent à son prince Laurent II de Médicis. Il voulait le faire profiter de sa connaissance acquise par une longue expérience des vicissitudes politiques de son époque, et par une étude assidue de l'histoire ancienne, en particulier celle de l'Antiquité.
En fait, tout autant que celui du cynisme, Machiavel peut être considéré comme le père du pragmatisme en politique. La vertu première du prince n'est en effet pas morale mais politique : c'est l'aptitude à conserver le pouvoir en sachant doser la crainte et l'amour qu'il peut inspirer, de façon à maintenir l'ordre et l'unité de sa cité.

## Une philosophie controversée
Pour Jean-Jacques Rousseau, Le Prince est une dénonciation en filigrane de la tyrannie : « En feignant de donner des leçons aux rois, il en a donné de grandes aux peuples. Le Prince est le livre des républicains ». Cette interprétation n'est toutefois pas dominante chez les exégètes de Machiavel.
De nombreux auteurs, comme Frédéric II de Prusse, aidé par Voltaire (dans l'Anti-Machiavel) ont critiqué Machiavel. Mais, comme le souligne Napoléon, qui a largement commenté Le Prince, beaucoup ont lu Machiavel mais peu l'ont compris.
Le machiavélisme peut aussi faire allusion à une forme d'humour houleux aux connotations socio-politiques se rapprochant du luciférianisme.